# بوبيي
بوبي هي (البلدية)كوموني في قَطع أريتسو في منطقة توسكانا الإيطالية ، وتقع حوالي 40 كيلومتر (25 ميل) شرق فلورنسا وحوالي 30 كيلومتر (19 ميل) شمال غرب أريتسو.
تقع بوبي على حدود البلديات التالية: بيبانا وكاستل سان نيكولو وشيزي دلا فرنا و اورتيجانانو
راجيلو و بارتوفشيو ستيا .

## المعالم السياحية الرئيسية

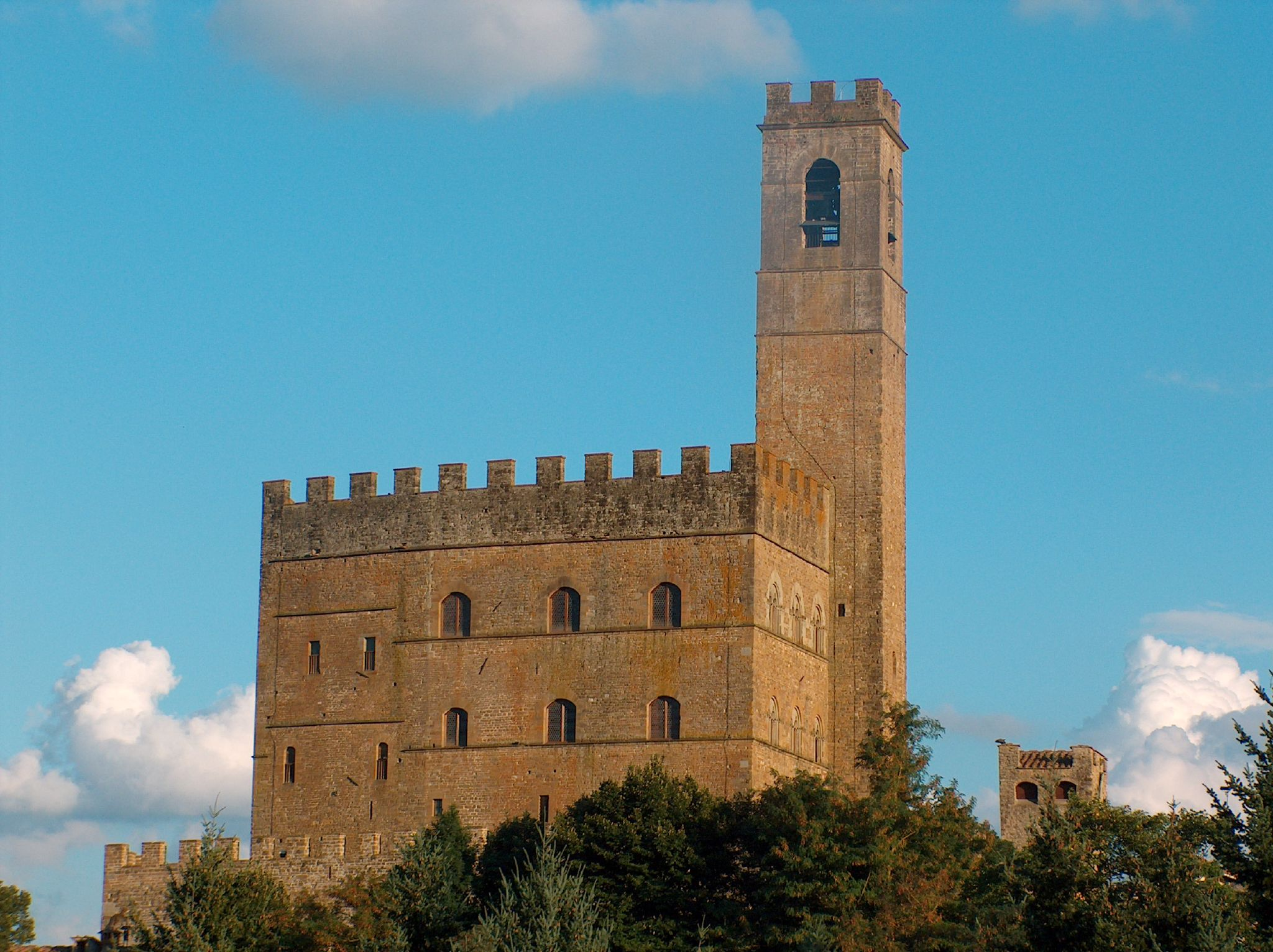
قلعة بوبي

- قلعة Poppi ، أو Castello dei Conti Guidi ، المبنى الرئيسي في Casentino ، المعروف منذ عام 1191 ، كان مملوكًا لـ Counts Guidi. لديها إضافات أرنولفو دي كامبيو . تحتوي على فناء ودرج خارجي وكنيسة صغيرة بها لوحات جدارية ومكتبتها تحتوي على مخطوطات نادرة و انكينابلو . [3]
- هيرميتاج Camaldoli ، مقر أسلاف رهبانية Camaldolese .
- محمية مادونا ديل موربو في وسط المدينة ، تحتوي على لوحة للعذراء منسوبة إلى فيليبينو ليبي .
- يبدأ المهرجان السنوي في البلدة العليا في 29 يونيو ، عندما يحمل موكب كبير صورة العذراء من كنيسة مادونا ديل موربو إلى كنيسة القديسين ماركو ولورنزو ، حيث يبقى طوال الأسبوع.
- Museo e Arboreto Carlo Siemoni عبارة عن فيلا ومشتل دوقي تاريخي.
- Palazzo Crudeli ، مسقط رأس توماسو كروديلي أدانته الكنيسة الكاثوليكية باعتباره زنديقًا. كان ينتمي إلى أول نزل للماسونيين في إيطاليا أنشأته المستعمرة الإنجليزية في فلورنسا عام 1732. وتوفي في نفس القصر بعد التعذيب والسجن.
- متحف شؤون متحف كروديلي وحقوق الإنسان.

1. ↑  All demographics and other statistics: Italian statistical institute المعهد الوطني للإحصاء.
2. ↑  GeoNames (بالإنجليزية), 2005, QID:Q830106
3. ↑  Occhi sul Casentino, Azienda Autonoma di Soggiorno e Tourismo di Bibbiena, Chiusi della Verna e Poppi, 1980